# Lago Siljan
El lago Siljan, en la región de Dalecarlia en el centro de Suecia, es el sexto mayor lago del país. El área acumulada del lago y de todos los pequeños lagos adyacentes (en especial Orsasjön e Insjön) es de 354 km². Su profundidad máxima es de 120 m, y su altitud es de 161 metros sobre el nivel del mar.
La mayor ciudad a sus orillas es Mora, siendo otras del anillo de Siljan, Leksand, Orsa, Rättvik y Boda.

## Cráter de impacto
El lago está situado en el perímetro suroeste del Siljansringen (anillo de Siljan), una formación geológica circular que se formó hace 377 millones de años en el Devónico por el impacto de un gran meteorito. El cráter original, ahora en su mayoría erosionado, se estima que tenía unos 52 km de diámetro y es el mayor cráter de impacto conocido en Europa (excluida Rusia).
Las capas sedimentarias del período Cámbrico, Ordovícico y Silúrico en el área contienen importantes cantidades de fósiles. Existen sospechas de la existencia de petróleo, pero las investigaciones hasta ahora han dado resultado negativo. Hay grandes depósitos de plomo y zinc en la zona de Boda.

## Imágenes

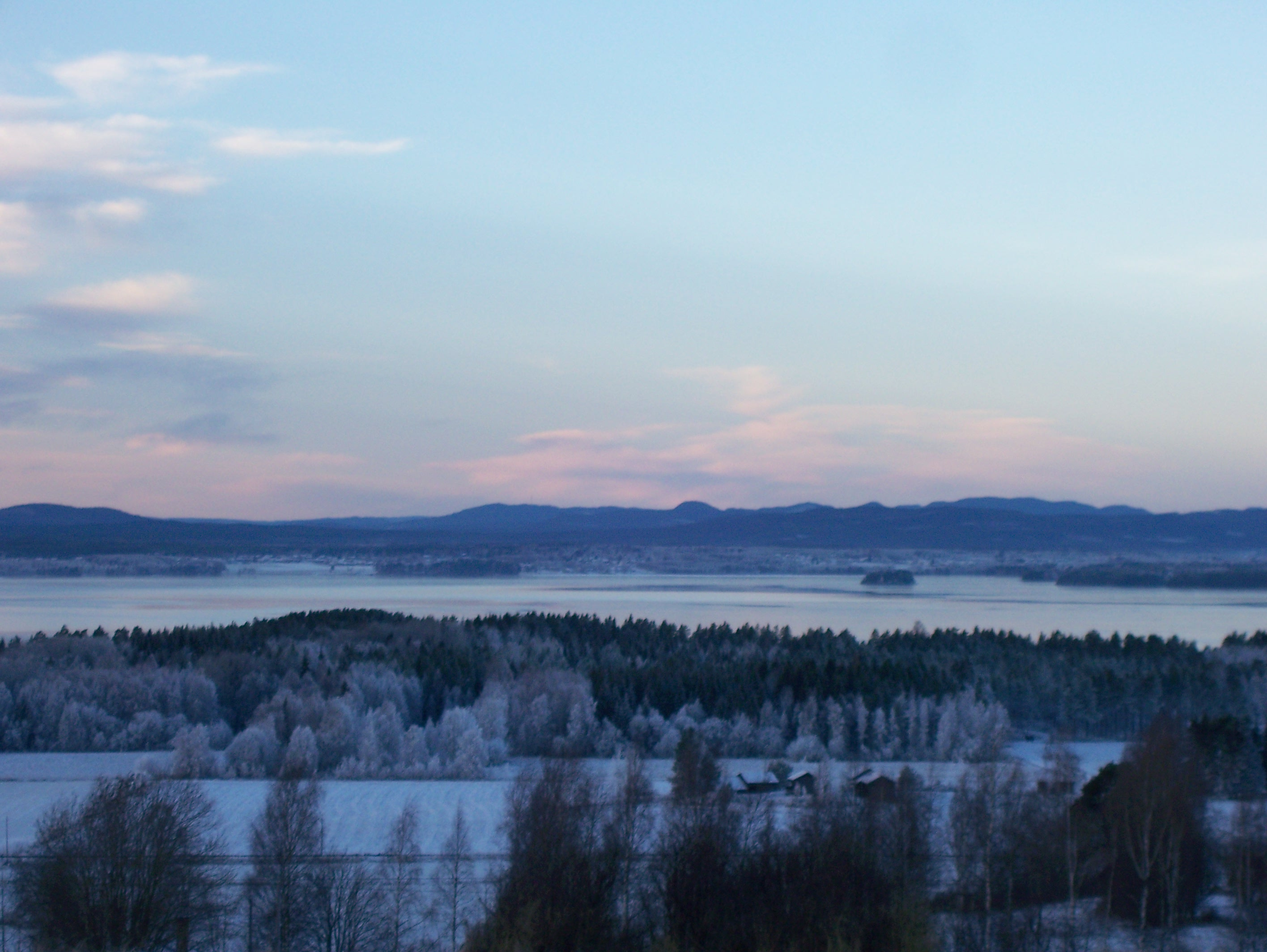
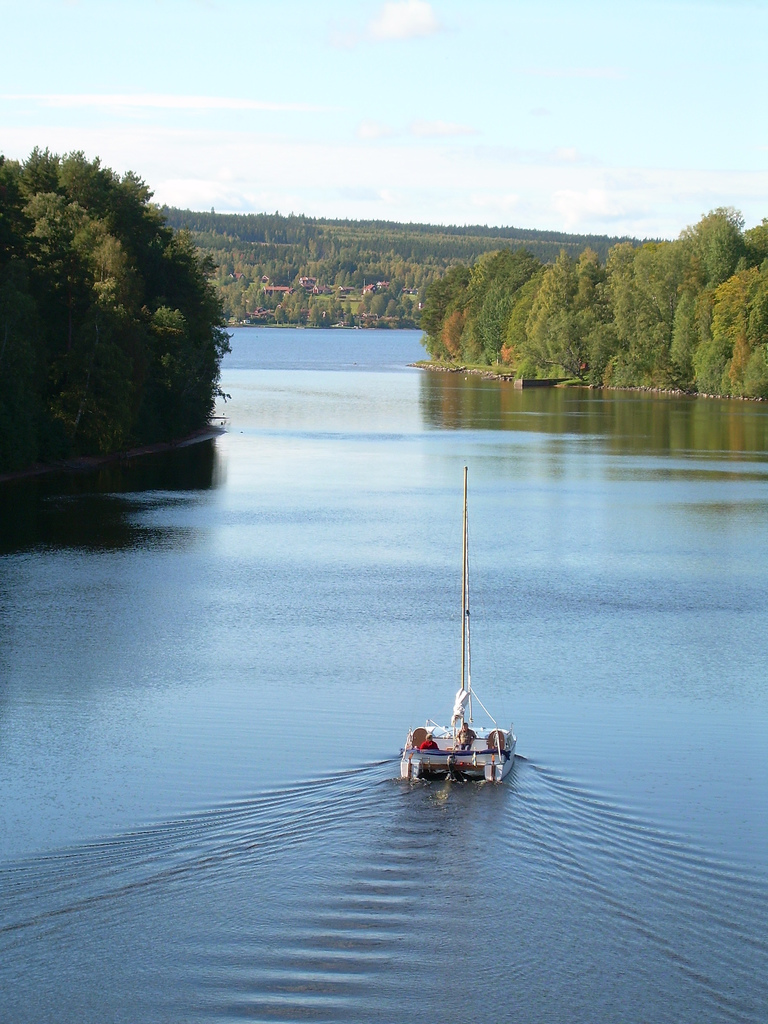
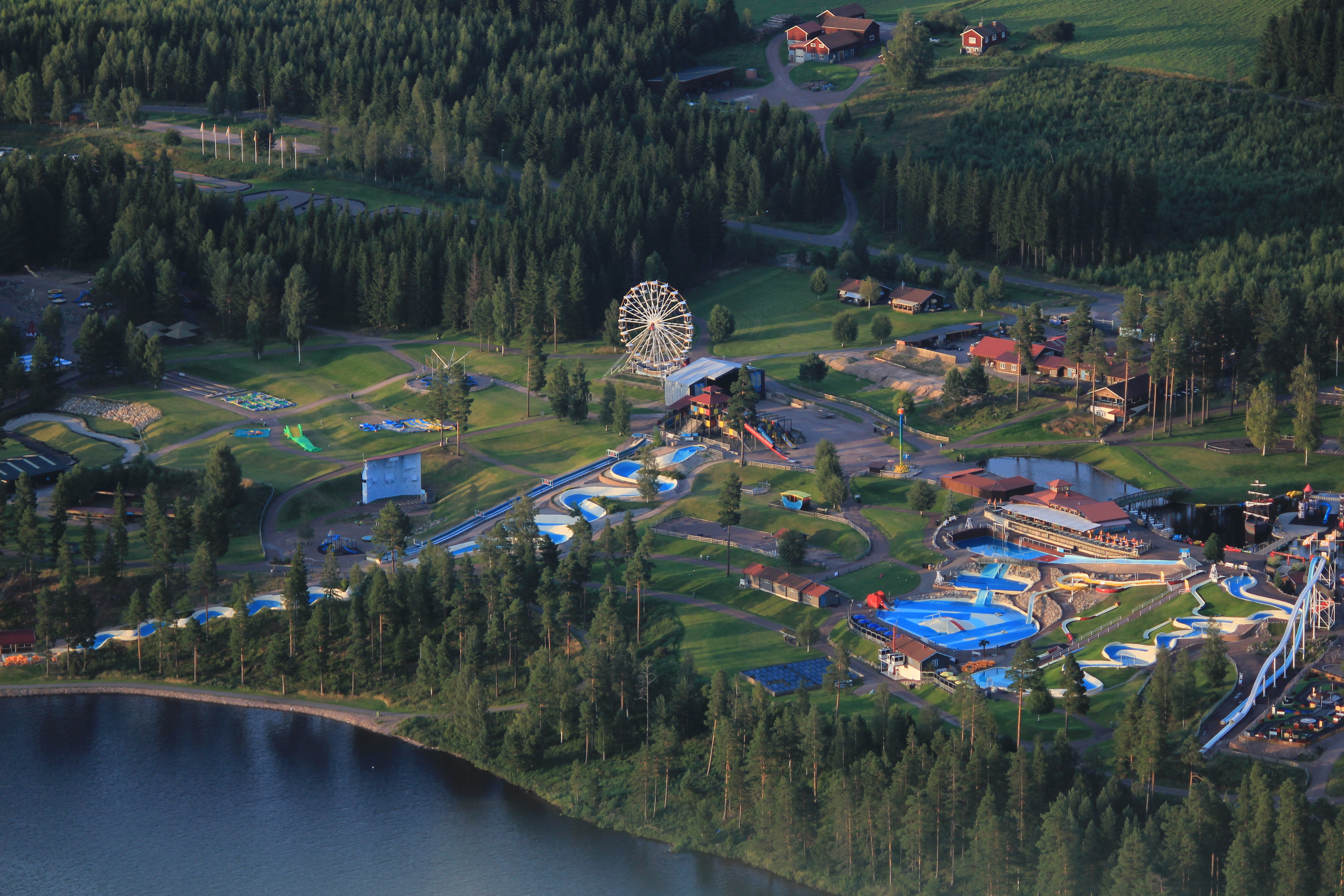
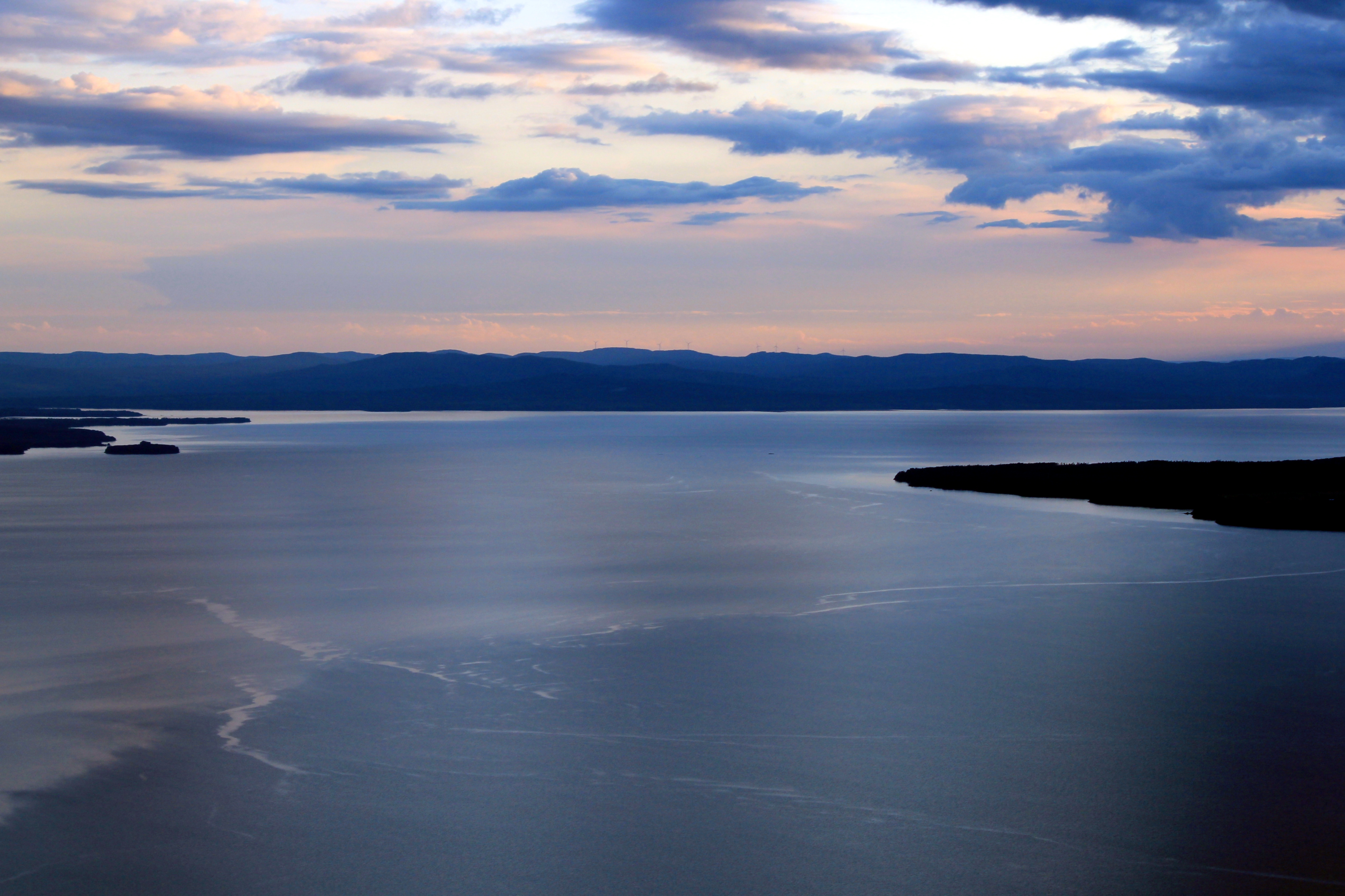